# Elko
Elko és una població dels Estats Units i seu del comtat del mateix nom a l'estat de Nevada. Segons el cens del 2000 tenia 16.708 habitants. Es troba al peu de les Muntanyes Ruby

## Demografia
Segons el cens del 2000, Elko tenia 16.708 habitants, 6.200 habitatges, i 4.218 famílies La densitat de població era de 445,29 habitants per km².
Dels 6.200 habitatges en un 39,2% hi vivien nens de menys de 18 anys, en un 53,5% hi vivien parelles casades, en un 9,1% dones solteres, i en un 32,0% no eren unitats familiars. En el 25,4% dels habitatges hi vivien persones soles el 6,3% de les quals corresponia a persones de 65 anys o més que vivien soles. El nombre mitjà de persones vivint en cada habitatge era de 2,66 i el nombre mitjà de persones que vivien en cada família era de 3,24.
Per edats la població es repartia de la següent manera: un 30,3% tenia menys de 18 anys, un 9,9% entre 18 i 24, un 31,2% entre 25 i 44, un 21,0% de 45 a 64 i un 7,6% 65 anys o més.
L'edat mediana era de 31,6 anys. Per cada 100 dones hi havia 104,63 homes. Per cada 100 dones de 18 o més anys hi havia 105,27 homes.
La renda mediana per habitatge era de 48.608 $ i la renda mediana per família de 52.754 $. Els homes tenien una renda mediana de 43.397 $ mentre que les dones 27.366 $. La renda per capita de la població era de 20.101 $. Aproximadament el 6,1% de les famílies i el 8,2% de la població estaven per davall del llindar de pobresa.

## Poblacions més properes
El següent diagrama mostra les poblacions més properes.